# Фолклорен танцов ансамбъл „Златна Тракия“
Представителен Фолклорен танцов ансамбъл „Златна Тракия“ е създаден през 1992 г. в град Хасково на базата на традициите на съществуващия дотогава детско-юношески ансамбъл „Тракийче“.
Главен художествен ръководител на ансамбъла е Златка Тимонова – хореограф и педагог с дългогодишен опит в областта на българския фолклор.

## Характеристика
Ансамбълът се оформя като фолклорен блок, състоящ се от 2 формации – детска и младежка. В него танцуват над 100 участника на възраст от 5 до 30-годишна възраст. Всяка формация има свой характерен облик, определящ се от особеностите на фолклорните традиции, носещи настроението на различните възрасти.
В репертоара на ансамбъла са включени песни и танци от всички етнографски области на България. От създаването си, ансамбъл „Златна Тракия“ изнася самостоятелни концерти на всички общински празници и разнася славата на българския фолклор не само в страната, но и в чужбина.
Участвал е на международни конкурсни фестивали в Румъния, Украйна, Сърбия, Р. Кипър, Италия – о. Сардиния, Гърция, Турция, Полша, Унгария, Русия, Испания, Португалия и др.

## Артистична кариера
- 1993 – печели „Сребърна палма“ от международен конкурсен фестивал „Анадол фолклор“ – гр. Анталия, Р. Турция;
- 1995 – лауреат на първа награда за хореография и изпълнение от международен фестивал „Карпатски визерунки“ гр. Лвов, Украйна. Спечелва овациите и сърцата на публиката и Първа награда от международния фестивал „Заиграйте ноги мои“ – Нови сад, Сърбия;
- 1997 – участва в международен фестивал в Италия, о. Сардиния;
- 2000 – успешно се представя на 2 фестивала – „Европа и традиции“ в Гърция и в гр. Одрин, Турция;
- 2003 – една от най-успешните за ансамбъла. През нея танцьорите се радват на 3 международни участия. В гр. Одрин, Турция участва на 2-рия конкурсен фестивал и е награден с 2 златни медала и купа за най-добро представяне. Няколко месеца по-късно отново прославя българския фолклор на 2 фестивала в Украйна – в гр. Ровно и гр. Лвов;
- 2004 – през август ансамбълът участва на 41-вия международен фолклорен фестивал на бескидската култура в Полша, гр. Бялско Бяла и се завръща с много отличия, дипломи и покани за нови световноизвестни конкурси;
- 2005 – успешно представяне на детския международен фестивал в Турция;
- 2005 – ансамбълът участва на 10-ия Ноград международен фестивал в Унгария и Словакия и отново завладява сърцата на публиката с перфектната и емоционална игра на всички концерти.
- 2006 – успешно участие в международния фестивал за танци и фолклор Marcinelle в Белгия.
- 2006 – успешно представяне на фестивала в гр. Люневил, Франция.
- 2007 – ансамбълът участва на 15-ия международен детски фестивал в град Измир, Турция.
- 2007 – 25-дневно турне във Франция и Белгия с участие на 6 международни фолклорни фестивала.
- 2008 – II място за изпълнение, хореография и костюм в международен конкурсен фестивал в гр. Истанбул, Турция.
- 2008 – участие във фестивал в гр. Шатура и гр. Москва, Русия.
- 2009 – участие в международен детски фестивал в град Фетхие, Турция.
- 2009 – участие в международен фестивал „FOLKLORE BIZIAN 09“, гр. Галдакао, Испания.
- 2009 – участие в детски международен фестивал „Радостта на Европа („JOY OF EUROPE“)“, град Београд, Сърбия.
- 2009 – участие в 14-ия международен фолклорен фестивал в град Дервента, Босна и Херцеговина.
- 2010 – участие в 3-тия международен фестивал Fethiye the FIRST INTERNATIONAL LYKIA WORLD „GOLDEN SUN“ DANCE COMPETITION.
- 2010 – концертно турне в Португалия с участие в 3 международни фолклорни фестивала – Кантанеде, Карангджейра и Милхарадо.
- 2010 – концерт в гр. Енгера, Испания.
- 2011 – участие в международен детски фестивал в гр. Айдън, Турция.
- 2011 – успешно представяне на международните фестивали в Баиле Херкулане и Тимишоара, Румъния.
- 2012 – Успешно представяне на 5-ия международен фестивал във Фетие FIRST INTERNATIONAL LYKIA WORLD „GOLDEN SUN“ DANCE COMPETITION.
- 2013 – Успешно представяне на 4-тия международен фестивал в Истанбул, Турция
- 2013 – Успешно представяне на 24-тия международен фестивал „FESTIVAL DES FOLKLORES DU MONDE“, Франция
- 2013 – Успешно представяне на танцов фестивал в Питещи, Румъния
- 2014 – Успешно представяне на танцов фестивал в Анталия, Турция
- 2014 – Успешно представяне на международен танцов фестивал в Малополска, Мисленице, Полша
- 2015 – Участие на I международен танцов фестивал „Demre, Анталия 23 Nisan Children Festival“, Турция
- 2015 – Участие на фестивал в Шатура, Москва, Русия
- 2015 – Участие на in the 6-и „Европейски празници 2015“ в Шатийон-сюр-Ендр, Франция
- 2015 – Успешно представяне на 52-ри международен танцов фестивал „Beskidy Highlanders“ Week of culture the 26th International folk meetings, Полша